# آرامگاه شماره ۲۳۷۸ ماسونگو
آرامگاه شماره ۲۳۷۸ ماسونگو اعتقاد بر این است که آرامگاه شماره ۲۳۷۸ در ماسونگو، آرامگاه پادشاه چاده یا پادشاه بونگسانگ از گوگوریو است.

## ساختار آرامگاه
یک آرامگاه سلطنتی گوگوریو است، این یک آرامگاه سنگی بزرگ است که طولانی‌ترین ضلع آن حدود ۴۰ متر است. با این حال، از آنجایی که سطحی صاف مانند یک پنج ضلعی خرد شده دارد، دشوار است که بگوییم هر ضلع آن مانند یک آرامگاه سنگی مربعی معمولی چقدر طول دارد. این یک آرامگاه سنگی از نوع آبشاری است که شکلی سریع در فرایند توسعه آرامگاه‌های سنگی گوگوریو است، اما به همین دلیل، شکل سطح صاف آن نامنظم است و وضعیت باقیمانده آن خوب نیست، بنابراین مانند توده‌ای از سنگ به نظر می‌رسد. این مقبره در مکانی شیب‌دار روی یک صخره قرار دارد و با این واقعیت مشخص می‌شود که از سنگ‌های بزرگ برای ساخت پی در پایین شیب استفاده شده است. یکی از ویژگی‌های این آرامگاه‌های سنگی از نوع آبشاری این است که کاشی‌هایی با طرح سنگی جمع‌آوری می‌شوند. از آنجایی که هیچ کاشی سقفی پیدا نشده و فقط کاشی‌های طرح سنگ قرمز جمع‌آوری شده‌اند، تخمین زده می‌شود که مربوط به قرن سوم یا قبل از آن باشد. مقبره‌های سنگی با ساختارهای مشابه شامل ماسانگو شماره ۶۲۶ و جونچانگ شماره ۳۶ هستند. کاشی‌های سقف هنوز از تمام مقبره‌های سنگی شرح داده شده جمع‌آوری می‌شوند.
به‌طور خاص، طرح آن شبیه به جونچانگ شماره ۳۶ است. فرض بر این است که آرامگاه‌های سنگی اولیه به صورت خوشه‌هایی تشکیل می‌شدند و حتی آرامگاه‌های سنگی بزرگ طبقه آرامگاه سلطنتی نیز به صورت خوشه‌هایی چیده شده بودند که ضعف اقتدار سلطنتی را آشکار می‌کرد. از قرن اول میلادی، واقع در صخره جنوبی شهرک ماسان، شهر جی‌آن، استان جی‌لین، چین. این مقبره با نام ماسونگو ۲۳۷۸ (JMM ۲۳۷۸) تعیین شده بود. در سال ۲۰۰۴، این آرامگاه به همراه جانگچونچونگ و ته‌وانگنونگ به عنوان آرامگاه‌هاب سلطنتی گوگوریو به عنوان میراث جهانی یونسکو ثبت شد. هیچ مدرک قطعی مبنی بر اینکه صاحب مقبره کیست وجود ندارد، اما فرض بر این است که پادشاه چاده یا پادشاه بونگ‌سانگ باشد.

## با هم ببینید
- میراث جهانی یونسکو شماره ۱۱۳۵ پایتخت و مقبره‌های پادشاهی باستانی گوگوریو
- جشنواره جهانی فرهنگ کره